# Julius Strobel
Julius August Alexander Strobel (* 7. Oktober 1814 in Bösenbrunn; † 24. August 1884 in Frankenhausen) war ein deutscher Orgelbauer.

## Leben und Werk
1832 begann Strobel eine Orgelbauerlehre in der Werkstatt von Johann Gottlob Mende in Leipzig. 1836 arbeitete er bei Buckow in Hirschberg, ab 1838 bei Kreuzbach in Borna, ab 1839 bei Johann Friedrich Schulze in Paulinzella. 1842 ging Strobel im Auftrag von Schulze als Werkmeister nach Frankenhausen am Kyffhäuser, um dort die Orgel der Unterkirche umzubauen. Anschließend ließ er sich in Frankenhausen nieder und wurde bald zu einem der meistbeschäftigten Orgelbauer in Nordthüringen, exportierte aber auch in die Niederlande und nach Südafrika.
Ein wichtiger Schüler Strobels war Friedrich Albert Mehmel, der auch bei Ibach, Schulze und Ladegast gearbeitet hatte und sich in Stralsund niederließ.
Strobel hatte bereits 1880 seine Söhne Reinhold (* 6. April 1846; † 27. November 1915) und Adolph (* 20. Januar 1857; † 8. März 1922) in die Firmenleitung aufgenommen. Die Firma wurde unter dem Namen Julius Strobel & Söhne weitergeführt. Reinholds zweiter Sohn Paul Otto Johann Strobel (* 1875; † 1943) führte die Firma wohl bis an sein Lebensende mit Pflegeaufträgen weiter.

## Werkliste (Auswahl)
Zu den Orgeln aus der Werkstatt Strobel gehören die erhalten gebliebenen Instrumente in:
| Jahr      | Ort               | Kirche                                | Bild | Manuale | Register | Bemerkungen |
| --------- | ----------------- | ------------------------------------- | ---- | ------- | -------- | --- |
| 1845      | Wasserthaleben    | St. Johannis                          |      | I/P     | 12       | Neubau, Opus 1; die Orgel ist gut erhalten, wurde aber mehrfach umgebaut |
| 1844      | Holzengel         | St. Trinitatis                        |      | II/P    | 15       | Neubau, Opus 2 |
| 1847      | Himmelsberg       | St. Mauritius                         |      | I/P     | 15       | Neubau, Opus 3 |
| 1848      | Bennungen         | St. Johannes                          |      | II/P    | 26       | Neubau, gut erhalten |
| 1852      | Steinthaleben     | St. Dionysius                         |      | II/P    | 14       | Neubau; erhalten |
| 1853      | Dietersdorf       | Kirche zum Heiligen Grabe Dietersdorf |      | II/P    | 19       | Neubau; erhalten |
| 1853      | Allstedt          | St. Johannis Baptist                  |      | II/P    | 38       | Neubau; erhalten, teilrestauriert 2019 → Orgel |
| 1860      | Beyernaumburg     | St. Urbani                            |      | II/P    | 17       | |
| 1860      | Sangerhausen      | St. Ulrici                            |      | II/P    | 20       | Neubau; erhalten |
| 1861      | Gehofen           | St. Johann Baptist                    |      | II/P    | 26       | Neubau; erhalten |
| 1864      | Schwenda          | St. Cyriaki und Nicolai               |      | II/P    | 19       | Neubau; erhalten |
| 1865      | Breitenstein      | St. Margareten                        |      | II/P    | 16       | Neubau; erhalten |
| 1869      | Breitenbach       | St. Martini                           |      | II/P    | 14       | Neubau; erhalten |
| 1870      | Niedersachswerfen | St. Johannis-Pauli                    |      | II/P    | 14       | Neubau; 1965 Umbau; erhalten |
| 1871      | Uftrungen         | St. Andreaskirche                     |      | II/P    | 20       | Neubau; erhalten |
| 1871      | Roßla             | St. Trinitatis                        |      | II/P    | 27       | Neubau; erhalten |
| 1876      | Ringleben         | St. Valentin                          |      | II/P    | 26       | Neubau; erhalten, aber sanierungsbedürftig. →Orgel |
| 1878      | Einzingen         | Dorfkirche                            |      | II/P    | 20       | Neubau; erhalten |
| 1880      | Elliehausen       | St. Martini                           |      | II/P    | 16       | Neubau; 1928 Änderung der Disposition durch Wiegand Helfenbein (Gotha), 17 II/P. 1935 Umbau durch Paul Ott (Göttingen). 1973 Reparatur durch Martin Haspelmath (Walsrode). 1987/88 Restaurierung durch Gebrüder Hillebrand (Altwarmbüchen)                                                             |
| 1881      | Schernberg        | St. Crucis                            |      | II/P    | 22       | Neubau, Opus 59 |
| 1882      | Haarlem           | Luth. Kirche                          |      | II/P    | 22       | Neubau, 1948 eingreifender Umbau; 2001 Rekonstruktion der ursprünglichen Disposition |
| 1884      | Wenigensömmern    | St. Nikolaus                          |      | II/P    | 14       | Neubau |
| 1843/1886 | Bad Frankenhausen | Unterkirche St. Marien                |      | III/P   | 49       | 1843 eingreifender Erweiterungsumbau der Orgel von Johann Nordt (1703; II/P/26) auf III/P/29 unter Leitung von Johann Friedrich Schulze; 1886 Neubau hinter dem vorhandenen Gehäuse und unter Einbeziehung von 18 Registern, vollendet von seinen Söhnen Adolf und Reinhold; fast vollständig erhalten |
| 1887      | Heldrungen        | Golgatha-Kirche                       |      |         |          | Neubau durch Strobel-Söhne; 1914 baute dieselbe Firma eine damals moderne pneumatische Orgel in das alte Gehäuse. Am 21. September 1986 wurde die dritte Orgel im alten Gehäuse eingeweiht, eine mechanische Schleifladen-Orgel der Firma Böhm aus Gotha.                                              |
| 1888      | Straßberg         | St. Christopherus                     |      | II/P    | 13       | Julius Strobel & Söhne |
| 1889      | Bilzingsleben     | St. Wigberti                          |      | II/P    | 20       | Julius Strobel & Söhne |
| 1889      | Wolfsberg         | St. Marien                            |      | I/P     | 6        | Julius Strobel & Söhne |
| 1913      | Kaltohmfeld       | St. Johannes der Täufer               |      |         |          | Julius Strobel & Söhne |